# Ainsi soit-il (album de Louis Chedid)
 (novembre 2018).
Si vous disposez d'ouvrages ou d'articles de référence ou si vous connaissez des sites web de qualité traitant du thème abordé ici, merci de compléter l'article en donnant les références utiles à sa vérifiabilité et en les liant à la section « Notes et références ».
Pour l’article homonyme, voir Ainsi soit-il.
Albums de Louis Chedid
Égomane
(1980) Panique organisée
(1983)
Ainsi soit-il est le sixième album studio de Louis Chedid sorti en 1981.

## Titres
| No  | Titre                              | Durée |
| --- | ---------------------------------- | ----- |
| 1.  | S.O.S                              |       |
| 2.  | Chanson pour une emmerdeuse        |       |
| 3.  | Le Rock du rocking chair           |       |
| 4.  | Ma réincarnation                   |       |
| 5.  | Fontana (Instrumental)             |       |
| 6.  | Ainsi soit-il                      |       |
| 7.  | Coupe, coupe, tonton Macoute       |       |
| 8.  | Dans les jardins de la Villa       |       |
| 9.  | Les Horreurs de musée des horreurs |       |
| 10. | Voulez-vous danser ?               |       |